# Педру Афонсу
Дон Пе́дру Афо́нсу (порт. D. Pedro Afonso, ок. 1130 — 9 мая 1169) —  побочный сын первого короля Португалии Афонсу I, рыцарь и сеньор Ареги и Педрогана (порт. senhor de Arega e Pedrogão), алкайд Абрантеша (1148), знаменосец короля (порт. alferes do rei), монах и первый гроссмейстер ордена «Братство Девы Марии из Эворы» (впоследствии Ависский орден) с 1160 года.

## Происхождение
По поводу происхождения дона Педру в источниках встречаются две версии: согласно первой он был сыном графа Энрике Бургундского, в соответствии со второй — его внуком и сыном короля Афонсу. Современные историки придерживаются мнения, что первая версия рождена невежеством переписчиков хроник, а также «принципиальностью» Нунеша ду Лиана (Duarte Nunez do Lião), включившего в свою «Хронику графа дона Энрике» обе версии, что внесло ещё большую путаницу в решение данного вопроса. Наиболее авторитетные источники считают дона Педру старшим из бастардов короля Афонсу I, определяя дату его рождения примерно 1130 годом. Вопрос о матери принца также не может быть решен однозначно, поскольку хроники не упоминают её имени, но, так как в начале 30-х годов XII века король имел продолжительные отношения с галисийской дворянкой Шамоа Гомеш (порт. Chamoa Gomes), родившей от него в 1134—1135 годах побочных сыновей, происхождение которых не оспаривается. Принято считать, что дон Педру был первым плодом этого союза. Шамоа Гомеш была племянницей графа Фернана Переша де Трава (порт. Fernão Peres de Trava), второго супруга королевы Терезы Леонской, отчима короля Афонсу и его противника в битве при Сан-Мамеде (24 июня 1128), благодаря победе в которой Афонсу отнял власть у своей матери.
Сопровождал отца во время сражения при Оурике (25 июля 1139 года) и 2-м штурме Сантарена (11 мая 1147 года).
Около 1160 года поставлен отцом во главе духовно-рыцарского ордена «Братство Девы Марии из Эворы» в звании гроссмейстера, который около 1166 года после захвата города Эвора, куда переместилась резиденция ордена, стал называться «Рыцари Св. Беннета (Бенедикта) из Эворы», а при преемниках Афонсу I стал известен как Ависский орден.
Похоронен в королевской усыпальнице монастыря Алкобаса, основанном его отцом в 1153 году.
В некоторых устаревших работах Педру Афонсу считают сыном Энрике Бургундского и указывают под именем Педру Энрикеш.